# Jekaterina Sytnjak
Jekaterina Joerjevna Sytnjak (Russisch: Екатерина Юрьевна Сытняк) (Moskou, 19 juni 1982) is een Russisch basketbalspeelster die uitkwam voor verschillende teams in Rusland. Ze werd Meester in de sport van Rusland, Internationale Klasse.

## Carrière
Sytnjak begon haar carrière bij Spartak Oblast Moskou Noginsk. In 2003 verhuisde ze naar Lotos VBM Clima Gdynia in Polen. Met die club werd ze twee keer Landskampioen van Polen in 2004 en 2005. Ook werd ze Bekerwinnaar van Polen in 2005. Met die club verloor ze de finale van de EuroLeague Women in 2004. Ze verloren van USV Olympic uit Frankrijk met 69-93. In 2005 ging ze spelen voor UMMC Jekaterinenburg. In 2007 ging ze spelen voor Dinamo Moskou. Met die club won ze in 2013 de EuroCup Women finale van Kayseri Kaski SK uit Turkije. De eerste wedstrijd wonnen ze met 66-61 en de tweede wedstrijd verloren ze met 70-74. Toch was dat genoeg voor de eindoverwinning. In 2013 ging ze spelen voor MBA Moskou.
Met Rusland 3x3 won ze op de FIBA 3x3 Europe Cup in 2016 brons.

## Erelijst
- Landskampioen Rusland:
  - Tweede: 2006
  - Derde: 2007
- Bekerwinnaar Rusland:
  - Runner-up: 2006
- Landskampioen Polen: 2
  - Winnaar: 2004, 2005
- Bekerwinnaar Polen: 1
  - Winnaar: 2005
- EuroLeague Women:
  - Runner-up: 2004
- EuroCup Women: 1
  - Winnaar: 2013